# Sattar Bahlulzade

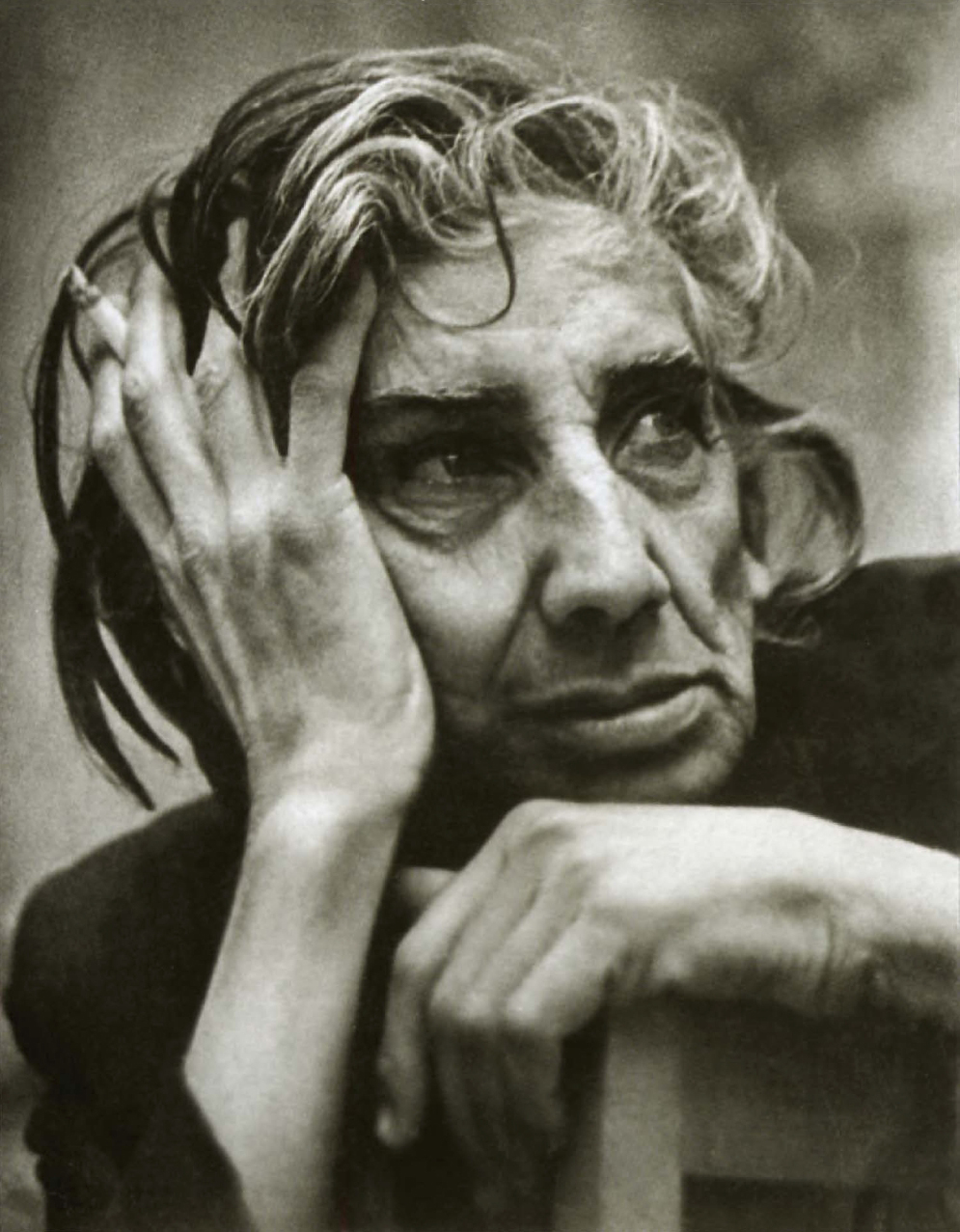
Porträt auf einer aserbaidschanischen Briefmarke

Sattar Bahlulzade (* 15. Dezember 1909 in Əmircan (Amircan); † 14. Oktober 1974 in Moskau; aserbaidschanisch Səttar Bəhlulzadə) war ein aserbaidschanischer Maler, dessen Landschaften entfernt an Van Gogh erinnern und erstaunlich bunt sind, vor allem angesichts der Tatsache, dass er in Əmircan auf der Abscheron-Halbinsel lebte.

## Leben & Karriere
In seinen Werken sind die Schönheiten der Natur von Aserbaidschan zu sehen. Seine Landschaftsgemälde und lyrischen Stillleben-Bilder, feine Teppichmotive spiegeln die traditionellen Motive wider.
Bahlulzade absolvierte die Kunstfachschule in Aserbaidschan (1931) und setzte seine Ausbildung am Moskauer Institut für Kunst in der UdSSR fort (1933–1940). In Moskau unterrichtete er namhafte Künstler wie Faworski, Istomin und Grabar.
1960 wurde er mit dem Titel Verdienter Künstler der Aserbaidschanischen SSR und 1963 mit dem Titel Volksmaler der Aserbaidschanischen SSR geehrt.
1973 erkrankte Bahlulzade an einer Blutvergiftung. Als Sattar 1974 starb, wurde er nicht wie erwartet in der Avenue of the Honoured Ones beigesetzt. Stattdessen wurde er nach seinem Willen in seinem Heimatdorf Amirjan (Aserbaidschan) neben dem Grab seiner Mutter beigesetzt.